# Чечен-Аульское сельское поселение
Чечен-Аульское се́льское поселе́ние — упразднённое муниципальное образование в Грозненском районе Чечни Российской Федерации.
Административный центр — село Чечен-Аул.

## История
Статус и границы сельского поселения установлены Законом Чеченской Республики от 20 февраля 2009 года № 12-РЗ «Об образовании муниципального образования Грозненский район и муниципальных образований, входящих в его состав, установлении их границ и наделении их соответствующим статусом муниципального района и сельского поселения».
1 января 2020 года сельское поселение упразднено, а его территория передана из состава Грозненского района в пользу городского округа город Аргун.

## Население
| 2010  | 2012  | 2013  | 2014  | 2015  | 2016  | 2017  |
| ----- | ----- | ----- | ----- | ----- | ----- | ----- |
| 8233  | ↗8359 | ↗8514 | ↗8646 | ↗8778 | ↗8908 | ↗9051 |
| 2018  | 2019  |       |       |       |       |       |
| ↗9195 | ↗9300 |       |       |       |       |       |

## Состав сельского поселения
| № | Населённый пункт | Тип населённого пункта       | Население |
| - | ---------------- | ---------------------------- | --------- |
| 1 | Чечен-Аул        | село, административный центр | ↘9208     |